# EMA 2019
EMA 2019 je bil 24. izbor slovenskega predstavnika na Pesmi Evrovizije. Potekala je 16. februarja 2019 z neposrednim prenosom na RTV Slovenija, vodila pa jo je Ajda Smrekar.
Slavila sta Zala Kralj & Gašper Šantl s pesmijo "Sebi".

## Javni razpis
Javni razpis − oz. vabilo za sodelovanje − je bil objavljen 9. novembra, zbiranje pesmi pa je trajalo do 14. decembra 2018. Omejitve, ki izhajajo iz pravil Pesmi Evrovizije, so med drugim naslednje:
- izvajalci morajo biti na dan 14. maja 2019 stari najmanj 16 let,
- skladbe so lahko dolge največ 3 minute in morajo biti izvirno delo,
- na odru je lahko največ 6 izvajalcev.

Pravila vabila določajo tudi:
- glavni izvajalec oz. vsi glavni izvajalci morajo biti državljani Republike Slovenije; to ne velja za spremljevalne izvajalce/vokaliste,
- skladba ne sme biti predhodno priobčena javnosti (javno predvajana ali izvedena).

RTV Slovenija si pridržuje pravico tudi neposredno povabiti k sodelovanju posamezne avtorje ali/in izvajalce.
Na razpis so prispele 103 prijave. Izborna komisija v sestavi Lea Sirk, Mojca Menart, Žiga Klančar in Aleksander Radić je izmed njih za tekmovanje izbrala 10 skladb.

## Z Emo povezane oddaje in tehnikalije
Izvajalci so bili predstavljeni v 11 spletnih oddajah #EMA, objavljenih na Youtubu in spletnem portalu RTV 4D, ki jih je vodil Nejc Šmit. Radijski prenos je vodil Maj Valerij, alternativni prenos na rtvslo.si pa Tanja Kocman in Rok Bohinc, ki so se jima pridružili Jože Robežnik, Jani Jugovic - Cool Fotr in perjetteja, Lepa afna in Nejc Šmit. Večer pred izborom je bila na sporedu posebna oddaja Ema pred Emo (o pripravah in dogajanju v zakulisju, posvečena pa je bila tudi dejstvu, da je šlo za izbor 25. slovenskega evrovizijskega predstavnika).
Urednika oddaje sta bila Aleksander Radić in Maša Kljun, režiral je i Gur, pod scenarij pa so se podpisali Deja Crnović, Radić in Smrekarjeva.

## Tekmovalne skladbe
| #   | Izvajalec                 | Skladba               | Avtorji glasbe, besedila in aranžmaja                                                                      |
| --- | ------------------------- | --------------------- | --- |
| 1.  | Kim                       | "Rhythm Back to You"  | Maraaya (g), Jimmy Jansson (ga), Samuel Waermo (gb), Art Hunter (g), Raay Music (a)                        |
| 2.  | Renata Mohorič            | "Three Bridges"       | Grigor Koprov (g), Stiko Per Larsson (b), Martin Štibernik (a), Vladimir Dojčinovski (a)                   |
| 3.  | René                      | "Ne poveš"            | Jean Markič (gba)                                                                                          |
| 4.  | Fed Horses                | "Ti ne poznaš konjev" | Jure Mihevc (gb), Urša Mihevc (g), Fed Horses (a), Marko Jakopanec (a)                                     |
| 5.  | Ula Ložar                 | "Fridays"             | Maraaya (g), Anej Piletič (b), Charlie Mason (b), Raay Music (a)                                           |
| 6.  | Lumberjack                | "Lepote dna"          | Jaka Novak (g), Robi Glač (g), Blaž Kuster (g), David Podgornik (g), Drago Popovič (ga), Rok Ahačevčič (b) |
| 7.  | Okustični                 | "Metulji plešejo"     | Mate Bro (gba), Karin Zemljič (g)                                                                          |
| 8.  | INMATE                    | "Atma"                | Andrej Bezjak (gba), Marko Duplišak (gba), Jure Grudnik (ga), Miha Oblišar (ga), Uroš Boršič (a)           |
| 9.  | Zala Kralj & Gašper Šantl | "Sebi"                | Zala Kralj & Gašper Šantl (gba)                                                                            |
| 10. | Raiven                    | "Kaos"                | Raiven (gba), July Jones (gba), Lazy Joe (ga), Peter Khoo (ga), Alba (b)                                   |

V šov programu so nastopili Smaal Tokk (Komadd za Emo), Inot (Here for You kot Maraaya, Louis Armstrong, Bee Gees, Lynyrd Skynyrd, AC/DC in Luciano Pavarotti) in Lea Sirk (Freedom, Hvala, ne in My Moon).

## Rezultati
Izbor zmagovalca je potekal v dveh krogih.
Rezultati 1. kroga – glasovanje strokovne žirije
| Izvajalec (pesem)                | Mesto |
| -------------------------------- | ----- |
| Raiven (Kaos)                    | 1.–2. |
| Zala Kralj & Gašper Šantl (Sebi) | 1.–2. |
| Fed Horses (Ti ne poznaš konjev) | 3.–4. |
| Ula Ložar (Fridays)              | 3.–4. |
| Okustični (Metulji plešejo)      | 5.    |
| Lumberjack (Lepote dna)          | 6.    |
| INMATE (Atma)                    | 7.    |
| Kim (Rhythm Back to You)         | 8.    |
| Renata Mohorič (Three Bridges)   | 9.    |
| René (Ne poveš)                  | 10.   |

V prvem krogu je strokovna žirija v sestavi Darja Švajger, Lea Sirk in Vladimir Graić izbrala 2 superfinalista. Vsak član žirije je vsako skladbo ocenil z oceno 1−5, v superfinale sta se uvrstili skladbi z najvišjima seštevkoma ocen.
Superfinale − telefonsko glasovanje
| Izvajalec (pesem)                | Št. glasov | %     |
| -------------------------------- | ---------- | ----- |
| Zala Kralj & Gašper Šantl (Sebi) | 4666       | 72,89 |
| Raiven (Kaos)                    | 1735       | 27,11 |

V drugem krogu je o končnem zmagovalcu odločalo občinstvo z glasovanjem preko stacionarnih in mobilnih telefonov.

## Gledanost
Emo 2019 si je v soboto, 16. februarja 2019, v povprečju ogledalo 11,9 % oz. 223.900 gledalcev, starih nad 4 leta, kar predstavlja v povprečju 28 % takratnih gledalcev televizije.